# Grup de l'esmectita
El grup de l'esmectita és un grup de minerals argilosos d'estructura monoclínica. El terme esmectita també s'empra per referir-se a qualsevol membre del grup. Rep el seu nom del grec, smektikos (netejar) possiblement en al·lusió a la seva sensació sabonosa.
Les esmectites són molt importants a la zona mediterrània i zones semiàrides amb pH alcalí i medis rics en calci i magnesi.
Tenen una estructura Te-Oct-Te (2:1) amb presència d'un espai interlaminar on s'infiltra dissolució del sòl i Ca que permet la unió entre làmines. Això fa que presenti una gran capacitat d'expansió. Presenta una capacitat de bescanvi catiònic elevada.
L'any 2013, proves analítiques realitzades pel rover Curiosity va trobar resultats consistents amb la presència de minerals argilosos d'esmectita al planeta Mart.
Un estudi del Massachusetts Institute of Technology realitzat l'any 2023 va suggerir que aquesta argila, gràcies a la seva textura en forma d'acordió, atrapa de manera eficient el carboni orgànic i podria ajudar a esmorteir l'escalfament global durant milions d'anys.
Els membres més comuns d'aquest grup són la montmoril·lonita, la nontronita i la saponita, tot i que són 15 el nombre total d'espècies que l'integren: aliettita, beidel·lita, ferrosaponita, hectorita, montmoril·lonita, nontronita, pimelita, saliotita, saponita, sauconita, stevensita, swinefordita, volkonskoïta, yakhontovita i zincsilita.